# Kalvarienberg (Berchtesgaden)
Der Kalvarienberg wurde 1760 auf dem Kälberstein (seinerzeit genannt: Georgenberg oder Görgenberg) in Berchtesgaden (Bayern) angelegt. Er verfügt über vier Stationen in Kapellenform sowie über eine größere Hauptkapelle mit der Kreuzigungsszene am Soleleitungsweg und gehört zu Berchtesgadens römisch-katholischer Pfarrei St. Andreas innerhalb der Erzdiözese München und Freising.

## Gebäude und Geschichte
Den Berchtesgadener Kalvarienberg stattete Fürstpropst Michael Balthasar von Christalnigg wenige Monate vor seinem Tod 1760 mit vier Nebenkapellen und einer Hauptkapelle aus, nachdem er nur zwei Jahre zuvor unweit davon auf halber Höhe des Kälbersteins 1758 auch das Schloss Fürstenstein auf eigene Kosten hatte erbauen lassen.
Die Stationen des Kalvarienbergs wurden am Wegrand als gemauerte Kapellenhäuschen mit Gesimsen und Pilastern errichtet, die jeweils mit einem nur kurz auslaufenden Knickhelm überdacht sind. Die offenen Seiten der vier Nebenkapellen wurden als geschweifte Nischen errichtet, die mit kunstvoll geschmiedetem Blattwerk sowie Rocaillen verzierten Gittern geschützt sind. Topographisch wie thematisch bildet die Haupt- bzw. Kreuzigungskapelle den Höhepunkt bzw. Abschluss des Kalvarienberg-Ensembles.

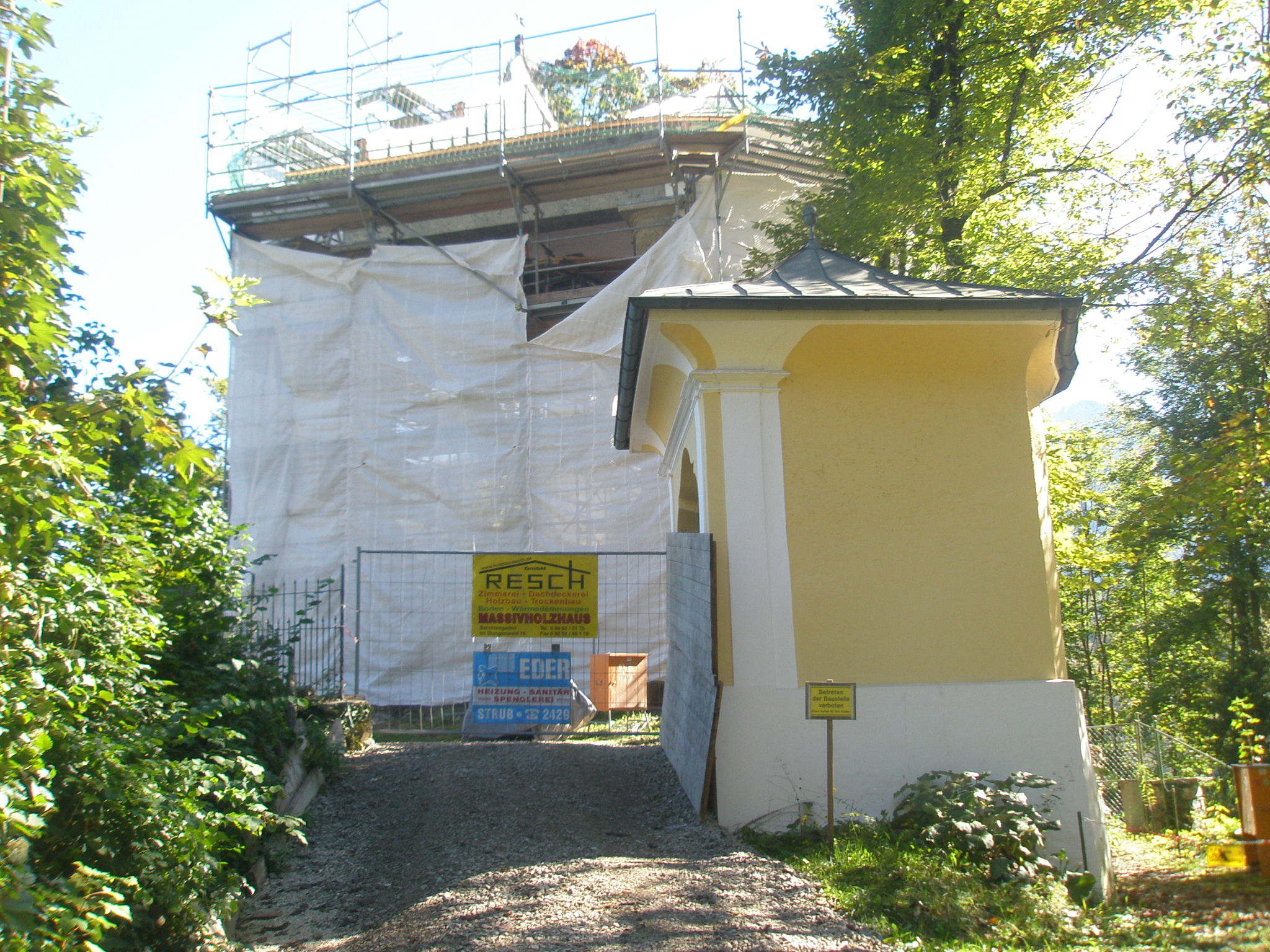
Haupt- und eine Nebenkapelle (Restaurierung, 2012)
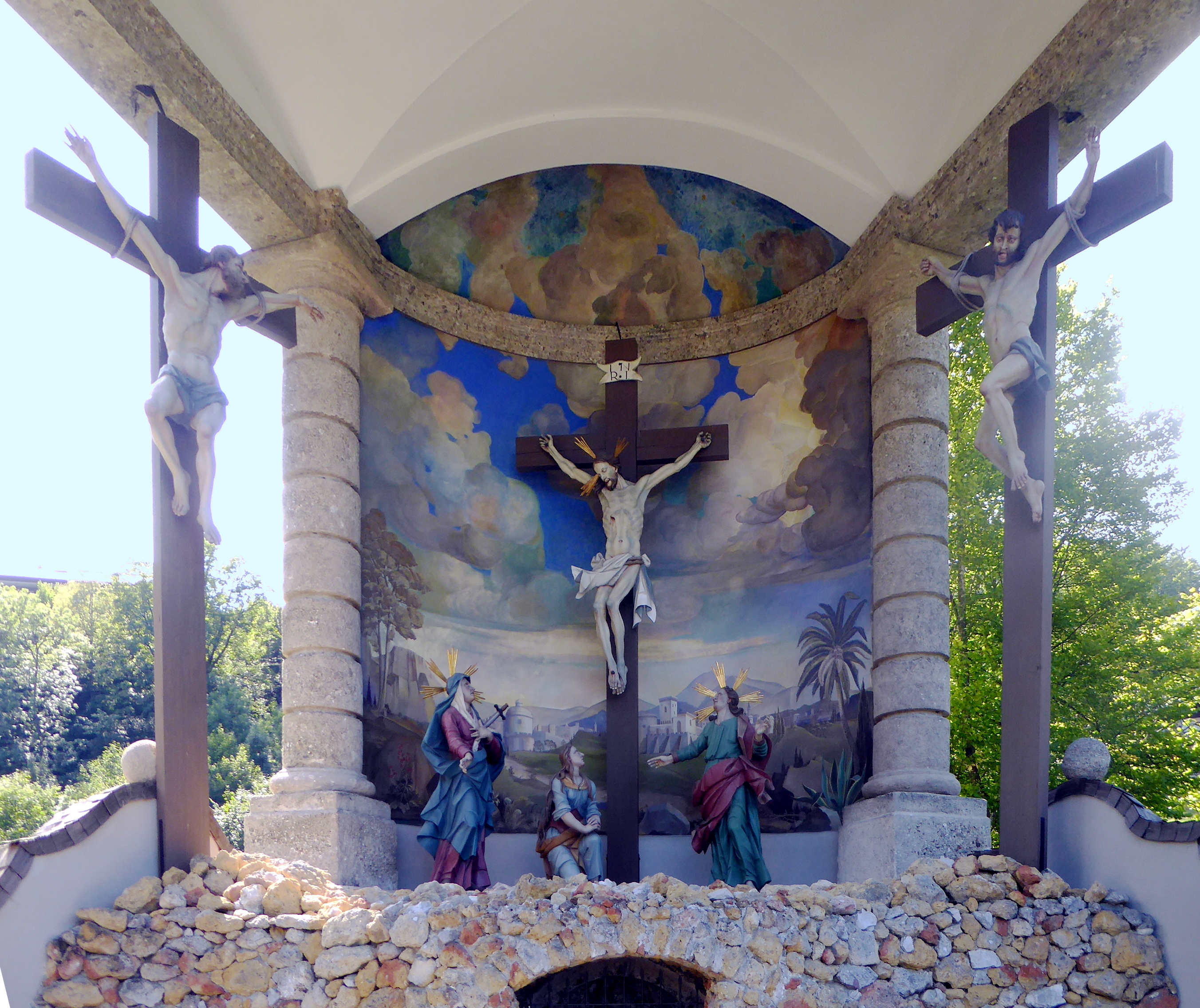
Hauptkapelle nach der Restaurierung (2017)
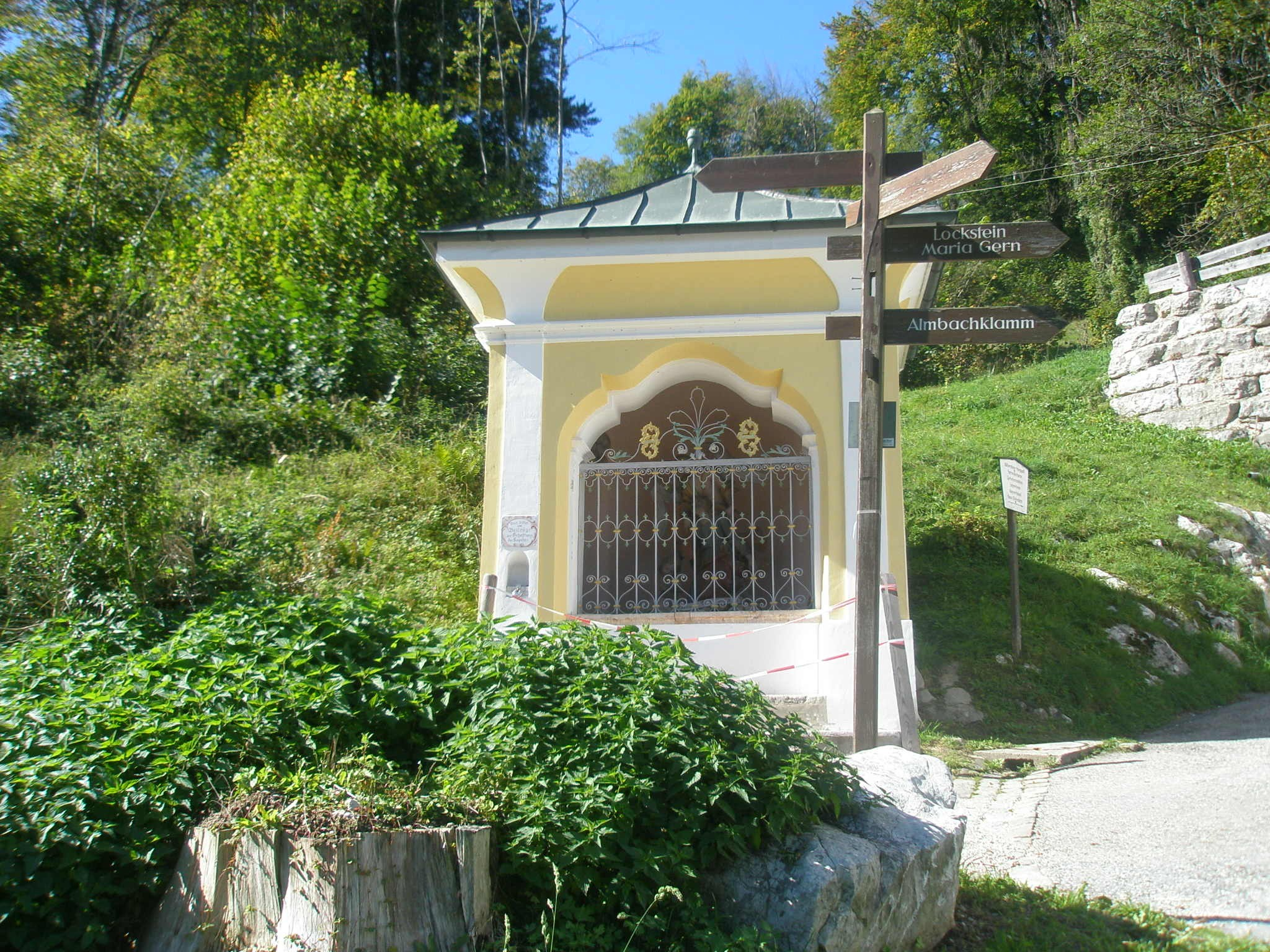
Station an der Gabelung Soleleitungsweg–Fürstensteinweg
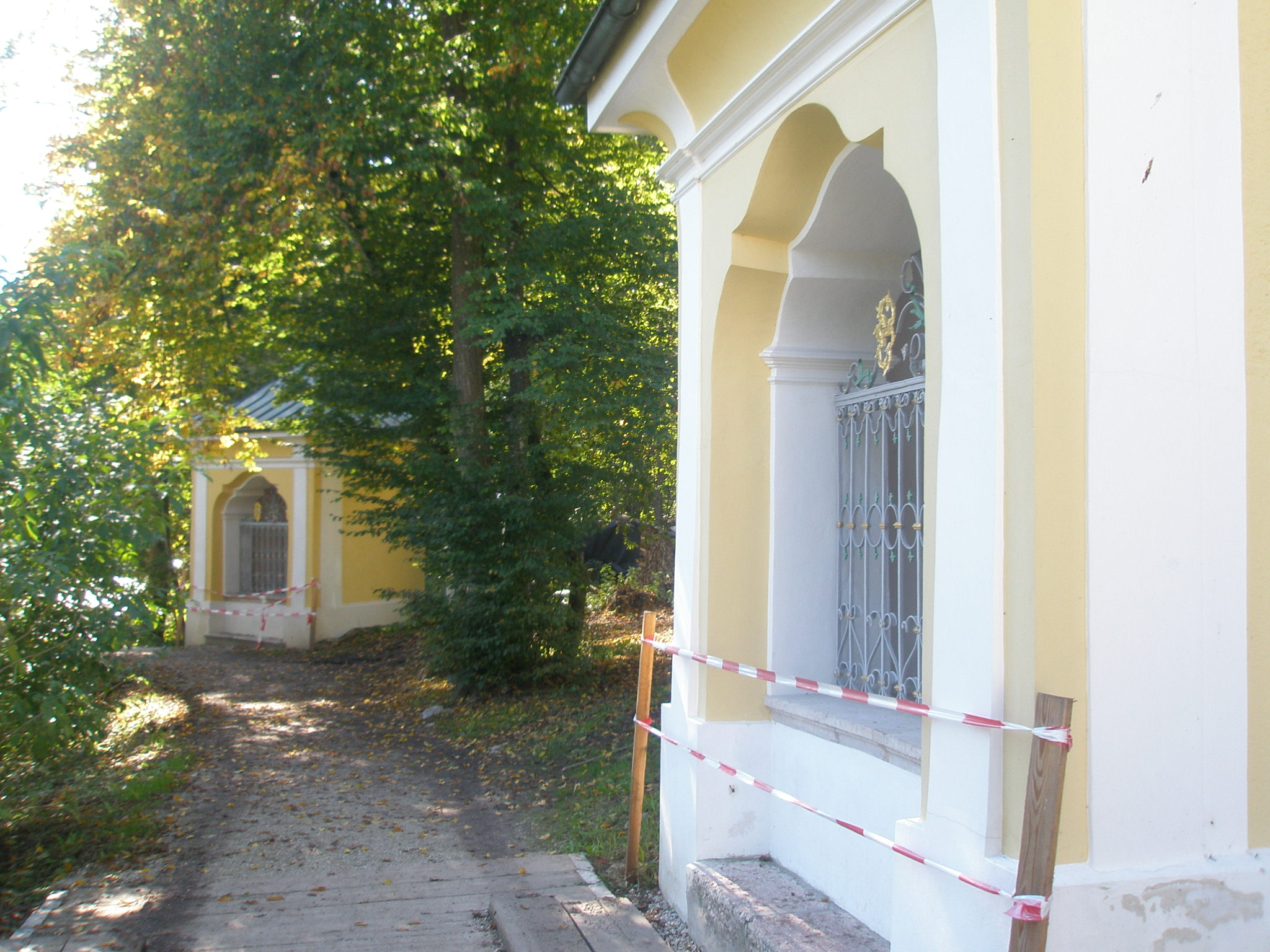
Zwei Stationen, Soleleitungsweg

Die Nischen enthalten nahezu lebensgroße, farbig gefasste Holzskulpturen, die die Leidensstationen von Jesus Christus darstellen: Gebet am Ölberg, Geißelung, Dornenkrönung und Kreuztragung. In der Haupt- bzw. Kreuzigungskapelle sind Jesus Christus am Kreuz mit Maria, Johannes und Maria Magdalena zu sehen. Seitlich davon rahmen die Kreuze der Schächer die Szene ein. Die Vorderseite des felsigen Sockels für die Hauptszene erlaubt dank einer Segmentbogen-Öffnung den Blick in die Grabesnische von Jesus Christus.

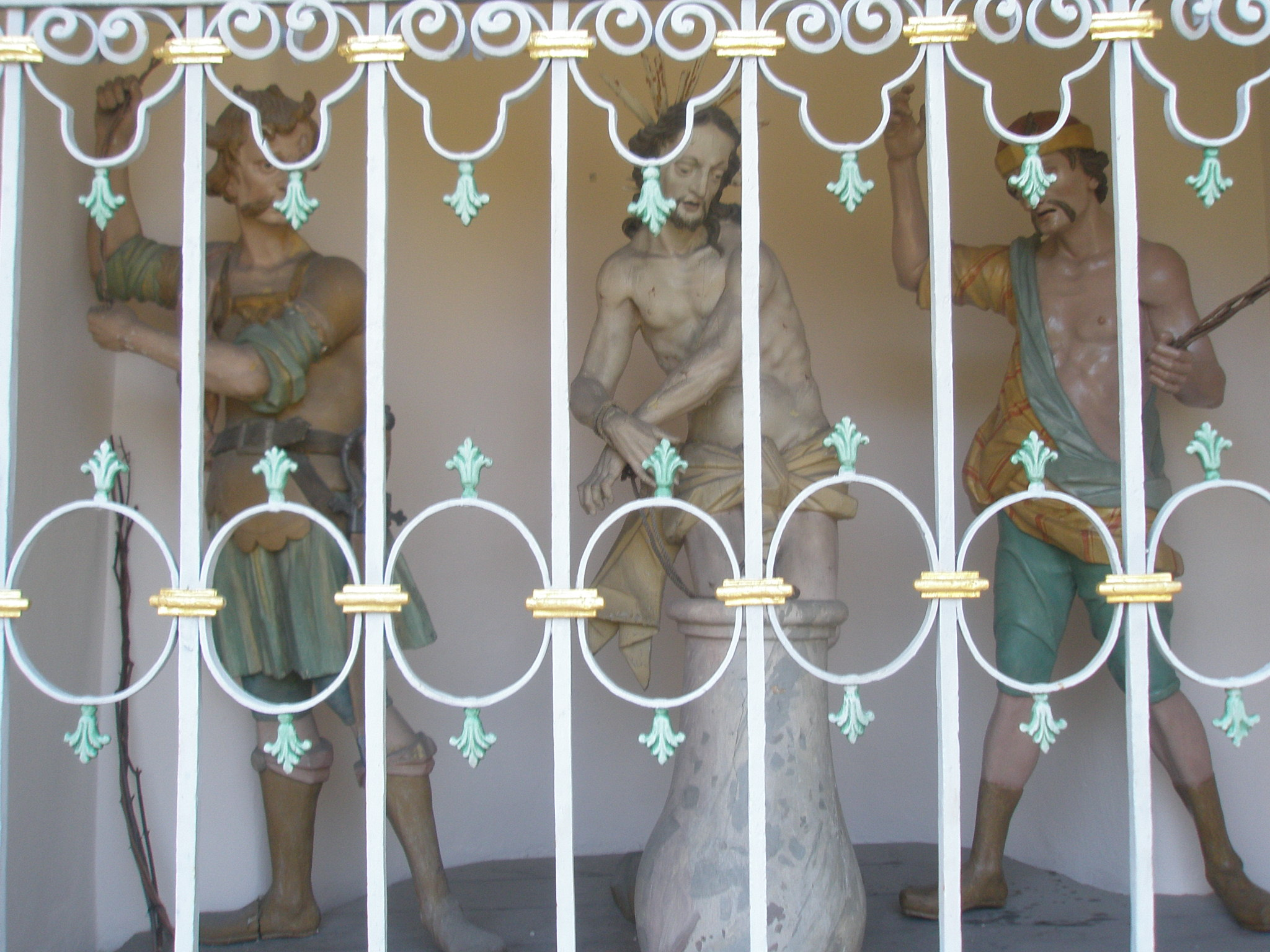
Figurengruppe Geißelung Jesu
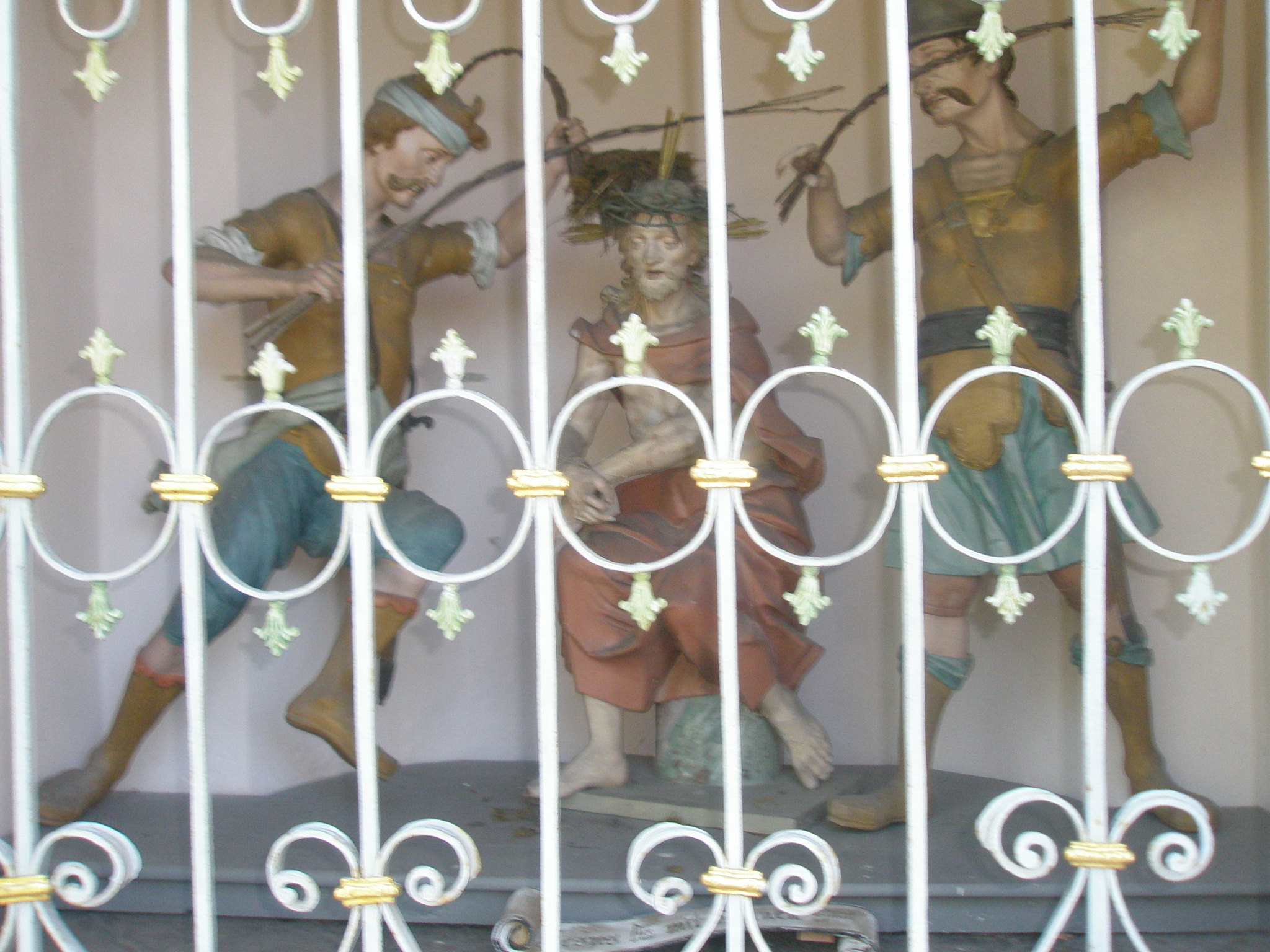
Figurengruppe Jesus mit Dornenkrone

Auf Initiative von Anna Wurm, der Witwe des ersten „privaten“ Besitzers des Hofbrauhaus Berchtesgaden, wurde 1841 eine Stiftung zum Erhalt des Kalvarienbergs gegründet. Zuletzt sind zwischen 2011 und 2012 alle Holzfiguren und nicht zuletzt die schwer durch Umwelteinflüsse geschädigte Hauptkapelle restauriert worden.